# Одоакр
Одоа́кр (лат. Flavius Odovacar, Odovacer или Fl. Odovac; ок. 433 — 15 марта 493, Равенна) — командир отряда наёмников-варваров в римской армии, свергнувший последнего западноримского императора Ромула Августа, что традиционно считается формальным концом Западной Римской империи и вместе с тем концом истории Древнего мира; с 476 года — король Италии и восточноримский италийский наместник.

## Биография

### Происхождение
Существуют несколько версий происхождения Одоакра. Разные авторы называют его скиром, ругом или готом. Единственное свидетельство о происхождении Одоакра записано Приском Панийским, называвшего его отца Эдику (или Эдекона) «природным унном», то есть Одоакр мог быть и гунном по отцу.

### Ранние годы
Отец Одоакра Эдика, принадлежавший к окружению Аттилы, вероятно, погиб в сражении на Болии в 469 году, воюя против Теодимира, отца Теодориха Великого. Это событие могло стать одной из причин вражды двух будущих королей постримской Европы.
Согласно преданию, будучи безмерно честолюбивым Одоакр под влиянием пророчества одной прорицательницы о его будущем величии оставил ещё юношей берега Дуная, где жил тогда его народ, и отправился в Италию. Около 470 года Одоакр поступил в Италии на военную службу и к 476 году был в числе императорских телохранителей.

### Правитель Италии
Когда Флавий Орест, главный начальник войск, составленных преимущественно из германских наёмников, в августе 475 года изгнал императора Юлия Непота и возвёл в императоры своего собственного сына Ромула Августула, Одоакр получил приказ подавить мятеж. Германские наёмники потребовали себе определённых участков для поселения, а именно третью часть земель, принадлежавших римлянам в Италии. Орест им отказал, и поэтому большинство наёмников перешло на сторону Одоакра (476 год). В августе 476 года Одоакр был провозглашен своими войсками королём. Он осадил и захватил Павию, где укрылся Орест. И хотя отец императора сумел бежать, уже 28 августа он был схвачен и казнён мятежниками, заставил отказаться от власти Ромула Августула, назначив ему содержание; войску своему отвёл земли для поселения. Образовалось Королевство Одоакра. Восточно-римский император Зенон возвёл Одоакра в патриции и признал римским наместником. Также он потребовал формально признать Юлия Непота императором западной части империи, на что Одоакр согласился.
Тем не менее, Одоакр действовал независимо. В 477 году он уступил вестготам Прованс.
Мраморная плита, сохранившаяся в катакомбах «монашеской Горы» при костеле Святого Петра города Ювавум — крепости в провинции Норик (ныне Зальцбург), содержит текст, в котором Одоакр называется «королём рутенов»: «Года Божьего 477 Одоакер, король рутенов (лат. Odoacer Rex Rhutenorum), а также гепидов, готов, унгар и герулов, выступая против церкви Божией. Благочестивый Максим с его 50 учениками, что молились с ним в этой пещере, за исповедание веры жестоко мучен и сброшен вниз, а провинция Норикум мечом и огнём опустошена».
В 480 году, после убийства Юлия Непота комитами Виатором и Овидой, Одоакр ввёл войска в Далмацию, которая до этого контролировалась Непотом. Это ухудшило его отношения с императором Зеноном, несмотря на то, что Одоакр выслал в Константинополь императорские инсигнии.
Император Флавий Зенон принял решение не назначать нового императора на Западе, оставаясь единственным правителем империи.

### Война с Теодорихом Великим
Император Зенон обвинил Одоакра в поддержке мятежника Илла в 484 году и убедил вождя остготов Теодориха Великого напасть на него. Также он убедил Фелетея разорвать союз с Одоакром. Не все разделяли идею войны с ним: брат Фелетея Фердерух, сторонник мира с Одоакром, был убит своим племянником Фридерихом под предлогом мести за разграбление монастыря святого Северина.
В ответ на это Одоакр нанёс упреждающий удар и осенью 487 года совершил поход в Норик и разбил войско ругов около Венского Леса.
После ещё одного похода в 488 году, возглавленного братом Одоакра Гунульфом, придунайское государство ругов окончательно было уничтожено. Остатки ругов во главе с Фридерихом присоединились к остготам, признав над собой власть Теодориха Великого.
Однако уже в 488 году Одоакр вынужден был уйти из Норика, эвакуируя романизированное население в Италию, так как к границам провинции уже подступали остготы.
В 489 году Одоакр был разбит на Изонцо, потом при Вероне, в 490 году на Адде; в Равенне ему удалось продержаться более двух лет. Во время войны Одоакр провозгласил своего сына Телу императором. Теодорих Великий вступил с Одоакром в союз для совместного управления (февраль 493 года), на этих условиях Одоакр прекратил сопротивление, но 15 марта 493 года был убит в Равенне вместе с приближёнными на примирительном пиру.
Усадив Одоакра на место почётного гостя, Теодорих одним ударом меча разрубил его от ключицы до бедра, сказав после этого: «У несчастного не было в теле костей». Брат Одоакра Гунульф был застрелен из лука, сына казнили, а жену Сунигильду бросили в тюрьму, где она умерла от голода. Теодорих оправдывал свой поступок местью за казнь своих родичей Фелетея и Гизо.

### Итоги правления
При Одоакре Италия тринадцать лет просуществовала в условиях внутреннего и внешнего мира. В Риме он оказал серьёзную поддержку Сенату и потому не встретил серьёзной оппозиции со стороны римлян. Им назначались консулы, издавались законы в стиле римских императоров. В результате его реформ административная система управления в Италии претерпела ряд коренных изменений, солдаты-варвары получили землю в Италии в качестве федератов. Несмотря на то, что Одоакр был арианином, он не устраивал гонений на приверженцев ортодоксального христианства.

## Память
- В честь Одоакра установлена мемориальная доска в Зале Славы в Регенсбурге.
- Именем Одоакра названа улица (нем. Odoakerstraße) в немецком городе Вупперталь.

## В современной культуре
- Фильм «Последний легион» 2007 года (в роли — Питер Маллан).